# Barrett Strong
Barrett Strong (født 5. februar 1941, død 28. januar 2023 ) var en amerikansk sanger og sangskriver, bedst kendt for sit sangskrivnings-samarbejde med producenten Norman Whitfield.

## Karriere
Strong var den første, der indspillede et stort hit for Motown Records (den gang Tamla Records), "Money (That's What I Want)", skrevet af Janie Bradford og Berry Gordy. Nummeret blev nummer to på USA's R&B-hitliste i 1960 og Strongs eneste større hit. Senere blev nummeret indspillet af The Beatles på With the Beatles (1963) og The Rolling Stones på deres debutplade (The Rolling Stones).
I midten af 1960'erne blev Strong ansat som tekstforfatter hos Motown, hvor han sammen med Norman Whitfield skrev nogle af de mest succesrige og kritikerroste soulsange udgivet af Motown, blandt andre "I Heard It Through the Grapevine" (indspillet af Marvin Gaye og Gladys Knight & the Pips), "War" (Edwin Starr), "Smiling Faces Sometimes" (The Undisputed Truth) og en lang række "psykedelisk soul"-plader af The Temptations, blandt andre Cloud Nine, I Can't Get Next to You, Psychedelic Shack og Ball of Confusion (That's What the World Is Today).
Sammen med Norman Whitfield, fik Strong en Grammy Award for bedste R&B-sang i 1973, som medforfatter af "Papa Was a Rollin' Stone".
Da Motown flyttede sit hovedkvarter fra Detroit (Michigan) til Los Angeles (Californien), forlod Strong selskabet og genoptog sin karriere som sanger. I 1972 skrev han kontrakt med Epic Records, men efter en single, som ikke blev et hit, skiftede han til Capitol Records, som han indspillede to albummer for i midten af 1970'erne.
Strong fortsatte ind i 1980'erne, med indspilning af "Rock It Easy" for et uafhængigt pladeselskab, og han skrev og arrangerede "You Can Depend on Me", der udkom på The Dells' album The Second Time i 1988.

## Diskografi
- 1975: Stronghold
- 1976: Live & Love
- 2008: Stronghold II